# Hemijska fizika
Hemijska fizika je potdisciplina hemije i fizike koja istražuje fizikohemijske fenomene koristeći tehnike atomske, molekulske, i optičke fizike i fizike kondenzovanog stanja. Ona je grana fizike koja izučava hemijske procese sa fizičkog stanovišta. Ova nauka na spoju fizike i hemije se reazlikuje od fizičke hemije po tome što je njen fokus prvenstveno na karakteričnim elementima i teorijama fizike. Fizička hemija izučava fizičku prirodu hemije.